# Corozal (Portoryko)
Corozal – miasto w Portoryko. Jest siedzibą gminy Corozal. Burmistrzem miasta jest Hon. Roberto Hernández Vélez. Zostało założone w 1795. Należy do aglomeracji San Juan.